# هنري لامنس
هنري لمنس (بالفرنسية: Henri Lammens) ولد في جنت، بلجيكيا عام 1862, توفي في بيروت سنة 1937. يسوعي بلجيكي ومستشرق.
انضم في سن الخامسة عشر لجماعة اليسوعيين في بيروت واستقر بعد ذلك في لبنان. درس اللغة العربية، اللاتينية واليونانية ثماني سنوات. أول أعماله كانت قاموسا عربيا سنة 1889. أصدر من بيروت جريدة البشير وأصبح بعد العديد من الرحلات مستشرقا في كلية الدراسات الشرقية لجامعة القديس يوسف.
قام بعدة دراسات عن الأمويين وعن الجزيرة العربية ما قبل الإسلام. كتب العديد من المقالات للطبعة الأولى من موسوعة الإسلام إضافة إلى مساهمات في عدة مطبوعات متخصصة. اُعتبرت مساهماته لدى مؤرخي الإسلام بالمهمة جدا، وهذا من ناحية كونه من أشد المتحاملين على الإسلام حتى يُتهم كثيرا بالتزوير والتزييف، وبالذات في دراساته في السيرة النبوية والتاريخ الأموي.
و أخطأ لما توصل لمنس إلى قناعة أن حادثة السقيفة هي في الواقع مؤامرة حاكها أبو بكر، عمر بن الخطاب وأبو عبيدة بن الجراح في سقيفة بني ساعدة. حيث اتفقوا على الاستيلاء على الخلافة وتقاسم السلطة. ابتدع في كتابه «سورية» مصطلح سورية الكبرى كإقليم يقع ضمن حدود بطريركية أنطاكية. هذا المصطلح تم تسييسه من قبل أنطون سعادة لبرنامجه السياسي.
انتقده العديد من المستشرقين والمسلمين وقالوا بأنه لم يكن أمينا في عرض الوقائع وتحليلها.

## من مؤلفاته
- فرائد اللغة بيروت 1889
- سورية وأهميتها الجغرافية لورين 1904

La republique marchande de la Mecque vers l'an 600 de notre ere, Alexandrie 1910, s.a.
- فاطمة وبنات محمد بيروت 1912

L’évolution historique de la nationalité syrienne », La Revue Phénicienne, décembre1919,Beyrouth
- سورية التاريخ الشامل بيروت 1921

La Cité arabe de Taif à la veille de l’hégire, Beirut 1922
- فلسطين بيروت 1922
- La Mecque à la veille de l'hégire, Beirut 1924
- L'Islam: croyances et institutions, Beirut 1926
- L' Arabie occidentale avant l'Hégire, Beirut 1928
- Études sur le siècle des Omayyades, Beirut 1930

## مصدر
- لامنس - الأعلام، خير الدين الزركلي، 1980